# Périgny-la-Rose
Périgny-la-Rose és un municipi francès situat al departament de l'Aube i a la regió del Gran Est. L'any 2007 tenia 105 habitants.

## Demografia

### Població
El 2007 la població de fet de Périgny-la-Rose era de 105 persones. Hi havia 45 famílies de les quals 11 eren unipersonals (11 homes vivint sols), 23 parelles sense fills i 11 parelles amb fills.
La població ha evolucionat segons el següent gràfic:
Habitants censats

### Habitatges
El 2007 hi havia 53 habitatges, 47 eren l'habitatge principal de la família, 4 eren segones residències i 3 estaven desocupats. Tots els 53 habitatges eren cases. Dels 47 habitatges principals, 46 estaven ocupats pels seus propietaris i 1 estava llogat i ocupat pels llogaters; 1 tenia una cambra, 1 en tenia dues, 8 en tenien tres, 11 en tenien quatre i 26 en tenien cinc o més. 33 habitatges disposaven pel capbaix d'una plaça de pàrquing. A 15 habitatges hi havia un automòbil i a 30 n'hi havia dos o més.

### Piràmide de població
La piràmide de població per edats i sexe el 2009 era:
| Homes | Edats   | Dones |
| ----- | ------- | ----- |
| 0     | 95 o +  | 0     |
| 0     | 90 a 94 | 4     |
| 0     | 85 a 89 | 4     |
| 0     | 80 a 84 | 0     |
| 4     | 75 a 79 | 0     |
| 4     | 70 a 74 | 0     |
| 0     | 65 a 69 | 4     |
| 4     | 60 a 64 | 4     |
| 12    | 55 a 59 | 8     |
| 0     | 50 a 54 | 0     |
| 0     | 45 a 49 | 0     |
| 12    | 40 a 44 | 0     |
| 8     | 35 a 39 | 8     |
| 4     | 30 a 34 | 8     |
| 0     | 25 a 29 | 4     |
| 0     | 20 a 24 | 0     |
| 0     | 15 a 19 | 0     |
| 4     | 10 a 14 | 8     |
| 0     | 5 a 9   | 4     |
| 4     | 0 a 4   | 8     |

## Economia
El 2007 la població en edat de treballar era de 70 persones, 48 eren actives i 22 eren inactives. De les 48 persones actives 45 estaven ocupades (24 homes i 21 dones) i 3 estaven aturades (2 homes i 1 dona). De les 22 persones inactives 10 estaven jubilades, 6 estaven estudiant i 6 estaven classificades com a «altres inactius».
Activitats econòmiques
Dels 6 establiments que hi havia el 2007, 1 era d'una empresa extractiva, 2 d'empreses de fabricació d'altres productes industrials i 3 d'empreses de construcció.
Els 2 serveis als particulars que hi havia el 2009 eren fusteries.
L'any 2000 a Périgny-la-Rose hi havia 6 explotacions agrícoles.

## Poblacions més properes
El següent diagrama mostra les poblacions més properes.